# Muhamet Ramadani
Muhamet Ramadani (* 11. August 2002) ist ein kosovarischer Leichtathlet, der sich auf das Kugelstoßen spezialisiert hat und auch im Diskuswurf an den Start geht.

## Sportliche Laufbahn
Erste internationale Erfahrungen sammelte Muhamet Ramadani im Jahr 2018, als er bei den U18-Europameisterschaften in Győr mit einer Weite von 16,83 m in der Qualifikationsrunde mit der leichteren 5-kg-Kugel ausschied. Anschließend nahm er an den Olympischen Jugendspielen in Buenos Aires teil und gelangte dort auf Rang zwölf. Im Jahr darauf siegte er mit 19,75 m beim Europäischen Olympischen Jugendfestival (EYOF) in Baku und 2021 siegte er dann mit 19,92 m mit der 6-kg-Kugel bei den U20-Europameisterschaften in Tallinn, ehe er bei den U20-Weltmeisterschaften in Nairobi mit 18,97 m den siebten Platz belegte. Zudem stellte er 2021 mit 18,64 m in der allgemeinen Klasse einen neuen kosovarischen Landesrekord im Kugelstoßen auf und auch im Diskuswurf verbesserte er 2020 den Landesrekord auf 48,33 m. Im Jahr darauf belegte er bei den Balkan-Meisterschaften in Craiova mit 17,48 m den neunten Platz und anschließend gelangte er bei den Mittelmeerspielen in Oran mit 18,06 m auf Rang elf. Im August verpasste er bei den Europameisterschaften in München mit 18,26 m den Finaleinzug und gewann dann bei den Mittelmeer-U23-Meisterschaften in Pescara mit 19,13 m die Silbermedaille hinter dem Türken Alperen Karahan.
2023 schied er bei den Halleneuropameisterschaften in Istanbul mit 17,93 m in der Qualifikationsrunde aus. Anschließend verbesserte er den Landesrekord im Kugelstoßen auf 19,28 m. Im Juni wurde er bei der 3. Liga der Team-Europameisterschaft im Zuge der Europaspiele in Chorzów mit 19,07 m Dritter. Anschließend gewann er bei den U23-Europameisterschaften in Espoo mit 19,20 m die Bronzemedaille hinter den Deutschen Tizian Lauria und Eric Maihöfer. Daraufhin gewann er bei den Spielen der Frankophonie in Kinshasa mit 18,36 m die Silbermedaille hinter dem Rumänen Marius Musteaţă. Im Jahr darauf belegte er bei den Balkan-Hallenmeisterschaften in Istanbul mit 18,19 m den vierten Platz. Ende Mai gelangte er bei den Freiluft-Balkan-Meisterschaften in Izmir mit 18,50 m auf Rang sieben und kurz darauf verpasste er bei den Europameisterschaften in Rom mit 19,10 m den Finaleinzug. 2025 schied er bei den Halleneuropameisterschaften in Apeldoorn mit 18,26 m ebenfalls in der Vorrunde aus. Ende Juni wurde er bei der 3. Liga der Team-Europameisterschaft in Maribor mit 18,48 m Vierter, ehe er bei den Balkan-Meisterschaften in Volos mit 19,02 m den sechsten Platz belegte.

## Persönliche Bestweiten
- Kugelstoßen: 19,54 m, 1. Mai 2024 in Bar (kosovarischer Rekord)
- Diskuswurf: 48,33 m, 2. August 2020 in Mitrovica